# San Vicente del Palacio
San Vicente del Palacio es una localidad y un municipio español perteneciente a la provincia de Valladolid, en la comunidad autónoma de Castilla y León.

## Geografía
Ubicación
El municipio está situado en el sur de la provincia de Valladolid, a unos 65 kilómetros de la capital provincial. La localidad se encuentra a una altitud de 751 metros sobre el nivel del mar, en un terreno llano propio de la comarca de Tierra de Medina a la que pertenece. Está atravesado por la autovía del Noroeste (entre los pK 145 y 150) y por el oeste del municipio discurre el río Zapardiel. 
| Noroeste: Medina del Campo | Norte: Medina del Campo | Noreste: Medina del Campo |
| Oeste: Rubí de Bracamonte  |                         | Este: Ramiro (Valladolid) |
| Suroeste: Fuente el Sol    | Sur: Lomoviejo          | Sureste: Ataquines        |

Clima
De acuerdo a los datos de la tabla a continuación y a los criterios de la clasificación climática de Köppen modificada el clima de San Vicente del Palacio es un clima semiárido de tipo Bsk.
| Parámetros climáticos promedio de San Vicente del Palacio en el periodo 1975-2003 | Parámetros climáticos promedio de San Vicente del Palacio en el periodo 1975-2003 | Parámetros climáticos promedio de San Vicente del Palacio en el periodo 1975-2003 | Parámetros climáticos promedio de San Vicente del Palacio en el periodo 1975-2003 | Parámetros climáticos promedio de San Vicente del Palacio en el periodo 1975-2003 | Parámetros climáticos promedio de San Vicente del Palacio en el periodo 1975-2003 | Parámetros climáticos promedio de San Vicente del Palacio en el periodo 1975-2003 | Parámetros climáticos promedio de San Vicente del Palacio en el periodo 1975-2003 | Parámetros climáticos promedio de San Vicente del Palacio en el periodo 1975-2003 | Parámetros climáticos promedio de San Vicente del Palacio en el periodo 1975-2003 | Parámetros climáticos promedio de San Vicente del Palacio en el periodo 1975-2003 | Parámetros climáticos promedio de San Vicente del Palacio en el periodo 1975-2003 | Parámetros climáticos promedio de San Vicente del Palacio en el periodo 1975-2003 | Parámetros climáticos promedio de San Vicente del Palacio en el periodo 1975-2003 |
| Mes | Ene.                                                                              | Feb.                                                                              | Mar.                                                                              | Abr.                                                                              | May.                                                                              | Jun.                                                                              | Jul.                                                                              | Ago.                                                                              | Sep.                                                                              | Oct.                                                                              | Nov.                                                                              | Dic.                                                                              | Anual                                                                             |
| --- | --------------------------------------------------------------------------------- | --------------------------------------------------------------------------------- | --------------------------------------------------------------------------------- | --------------------------------------------------------------------------------- | --------------------------------------------------------------------------------- | --------------------------------------------------------------------------------- | --------------------------------------------------------------------------------- | --------------------------------------------------------------------------------- | --------------------------------------------------------------------------------- | --------------------------------------------------------------------------------- | --------------------------------------------------------------------------------- | --------------------------------------------------------------------------------- | --------------------------------------------------------------------------------- |
| Temp. media (°C) | 4.4                                                                               | 6.7                                                                               | 9.7                                                                               | 10.8                                                                              | 14.6                                                                              | 19.4                                                                              | 22.3                                                                              | 22.2                                                                              | 18.4                                                                              | 13.4                                                                              | 8.5                                                                               | 5.5                                                                               | 13                                                                                |
| Precipitación total (mm) | 37.9                                                                              | 25.8                                                                              | 19.6                                                                              | 44.6                                                                              | 47.5                                                                              | 30.7                                                                              | 15.0                                                                              | 8.7                                                                               | 27.9                                                                              | 42.9                                                                              | 49.7                                                                              | 43.5                                                                              | 393.7                                                                             |
| Fuente: Ministerio de Agricultura, Alimentación y Medio Ambiente. Datos de precipitación para el periodo 1975-2003 y de temperatura para el periodo 1983-2003 en la estación termopluviométrica de San Vicente del Palacio (746 m s. n. m.). |                                                                                   |                                                                                   |                                                                                   |                                                                                   |                                                                                   |                                                                                   |                                                                                   |                                                                                   |                                                                                   |                                                                                   |                                                                                   |                                                                                   |                                                                                   |

## Geografía humana

### Demografía
Cuenta con una población de 160 habitantes (INE 2024).
| Gráfica de evolución demográfica de San Vicente del Palacio entre 1842 y 2021                                         |
| |
| Población de derecho según los censos de población del INE. Población de hecho según los censos de población del INE. |